# Ironia

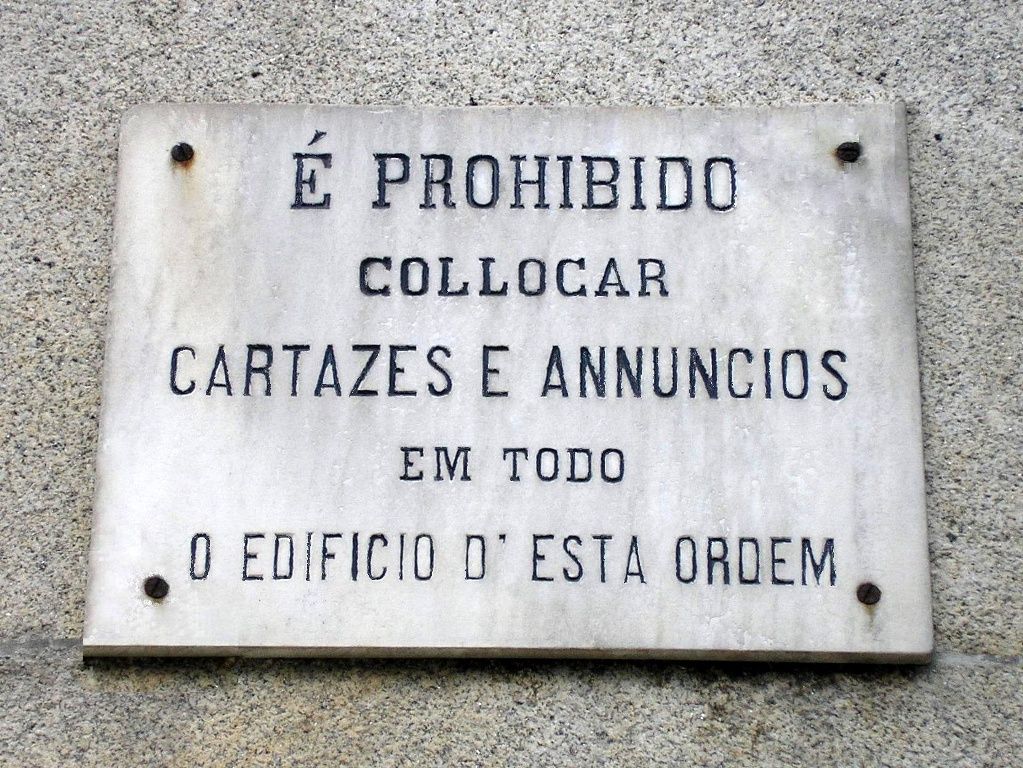
Placa em prédio, 1911

Ironia, em seu sentido mais amplo, é a justaposição entre aquilo que aparenta ser à primeira vista e aquilo que realmente é ou se espera que seja. Costuma figurar como um dispositivo retórico e técnica literária. Em alguns contextos filosóficos, porém, assume uma importância maior, caracterizando todo um modo de vida.

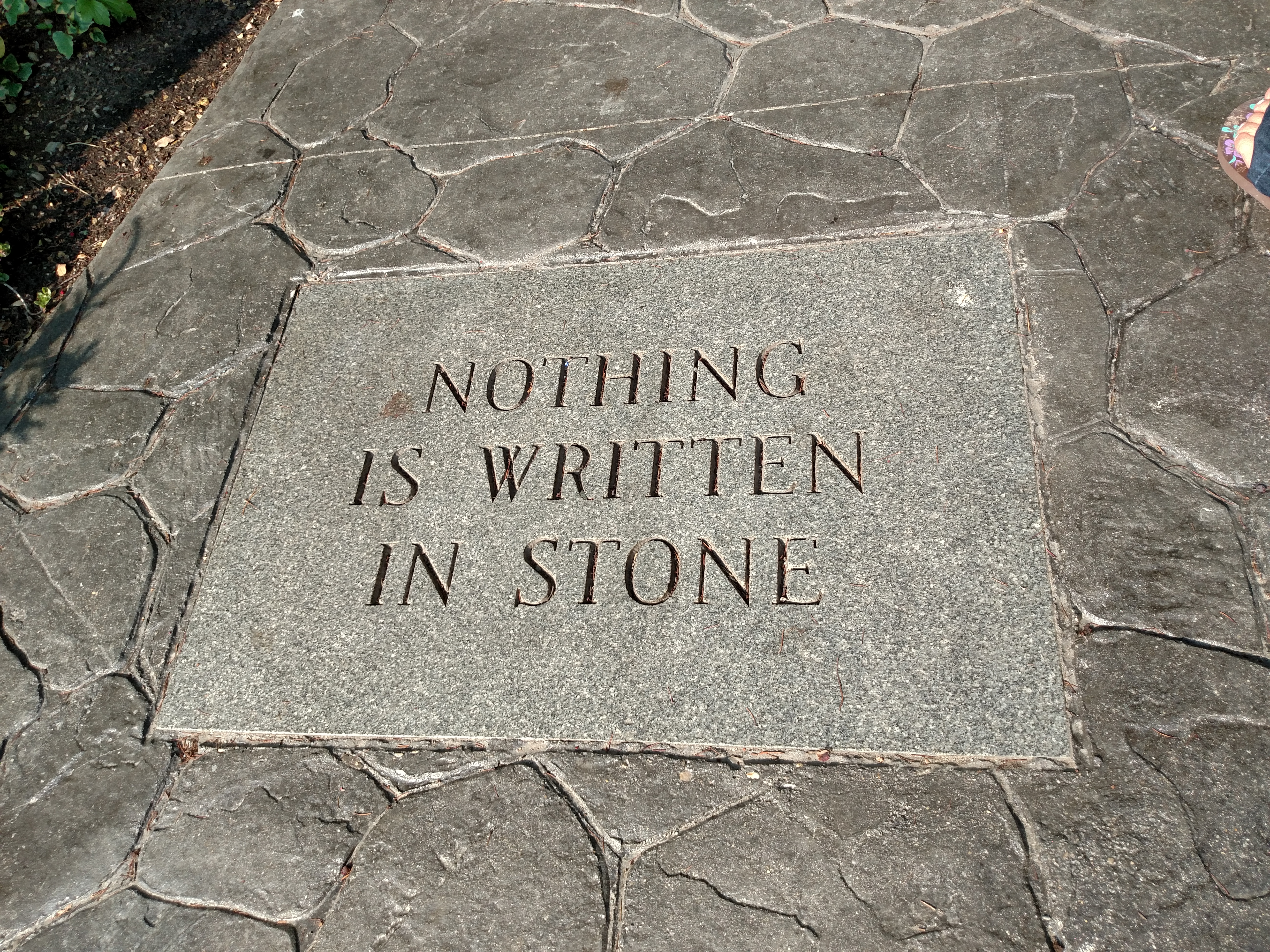
Um exemplo de ironia situacional: a frase «Nada está escrito em pedra» está escrita em pedra.

A ironia já foi definida de diversas maneiras, e não há consenso geral sobre a melhor forma de organizar seus vários tipos.

## Etimologia
«Ironia» provém do grego eironeia (εἰρωνεία) e data do século V a.C. O termo foi cunhado em referência ao personagem‐tipo da Comédia Antiga (como a de Aristófanes) chamado eiron, que dissimula e aparenta menos inteligência que possui — triunfando, assim, sobre seu oposto, o alazon, fanfarrão vanglorioso.
Embora inicialmente sinônima de mentira, nos diálogos de Platão eironeia passou a significar «uma simulação intencional que o ouvinte deve reconhecer». Em termos simples, passou a abranger a definição geral de «expressar algo usando linguagem que normalmente significa o oposto, geralmente para efeito humorístico ou enfático».
Até o Renascimento, a forma latina ironia era vista como parte da retórica, normalmente uma espécie de alegoria, segundo os moldes de Cícero e Quintiliano no início do século I d.C. «Ironia» entrou no inglês do século XVI com significado semelhante ao do francês ironie, derivado do latim.
Por volta do fim do século XVIII, «ironia» ganha outro sentido, atribuído a Friedrich Schlegel e a outros do primeiro Romantismo alemão. Eles propõem um conceito de ironia que não é mera «brincadeira artística», mas uma «forma consciente de criação literária», envolvendo a «alternância constante de afirmação e negação». Deixa de ser apenas recurso retórico para tornar‑se uma postura metafísica diante do mundo.

## O problema da definição
É lugar‑comum iniciar um estudo sobre ironia reconhecendo que o termo simplesmente escapa a qualquer definição única. O filósofo Richard J. Bernstein abre Ironic Life observando que um levantamento da literatura sobre ironia deixa ao leitor a impressão «dominante» de que os autores estão «falando de assuntos diferentes». De fato, o linguista Geoffrey Nunberg nota uma tendência de o sarcasmo acabar assumindo o papel linguístico da ironia verbal em meio a toda essa confusão.
No The King's English (1906), Henry Watson Fowler escreve: «qualquer definição de ironia — ainda que centenas possam ser dadas, e poucas sejam aceitas — deve incluir que o significado superficial e o significado oculto do que se diz não são os mesmos». Disso decorre o conceito de dupla audiência: «uma parte que, ouvindo, não entende; e outra parte que, quando se quer dizer mais do que parece, percebe tanto esse “mais” quanto a incompreensão dos de fora».
Com base nessa premissa, o teórico Douglas C. Muecke aponta três características essenciais de toda ironia:
1. A ironia depende de um fenômeno em dois níveis: «No nível inferior está a situação como aparece à vítima ou como é apresentada de forma enganosa pelo ironista». O nível superior é a situação tal como aparece ao leitor ou ao ironista.[16]
2. O ironista explora a contradição ou incompatibilidade entre os dois níveis.
3. A ironia joga com a inocência da vítima: «Ou a vítima ignora a possibilidade de haver um nível superior que invalide o seu, ou o ironista finge ignorá‑lo».[17]

Para Wayne Booth, esse duplo caráter torna a ironia um fenômeno retoricamente complexo: pode fortalecer laços sociais, mas também aprofundar divisões.

## Tipos de ironia
Classificar a ironia em tipos distintos é quase tão polêmico quanto defini‑la. Obras de referência costumam listar pelo menos ironia verbal, ironia dramática, ironia cósmica e ironia romântica. Os três últimos contrastam‑se com a ironia verbal como formas de ironia situacional, isto é, em que não há ironista expresso.
Ironia verbal é «uma declaração em que o significado pretendido difere acentuadamente do significado ostensivo». É produzida intencionalmente pelo falante. Samuel Johnson exemplifica com «Bolingbroke era um homem santo» (quando não era). Hipérbole, litote e ingenuidade fingida também podem caber aqui.
Ironia dramática dá ao público informações que as personagens ignoram, permitindo reconhecer suas ações como contraproducentes ao que a situação exige. Distingue‑se instalação, exploração e resolução, criando conflito dramático quando uma personagem se apoia em algo cujo contrário o público sabe ser verdadeiro. Ironia trágica é caso particular.
Ironia cósmica (ou «do destino») mostra agentes frustrados por forças além do controle humano, associada às obras de Thomas Hardy.
Ironia romântica aproxima‑se da cósmica, mas é o autor quem assume o papel da força superior — como o narrador de A Vida e as Opiniões do Cavalheiro Tristram Shandy.

## Outra tipologia
Partindo da estrutura em dois níveis da ironia, o autodenominado «ironólogo» D. C. Muecke propõe uma maneira complementar de classificar fenômenos irônicos. Ele distingue, em cruzamento, três gradações e quatro modos de enunciação irônica.

### Três gradações de ironia
As gradações se distinguem «pelo grau em que o verdadeiro sentido é ocultado». Muecke as chama de aberta, velada e privada:
- Ironia aberta – o sentido real é evidente para todas as partes; o efeito provém da «patente» contradição. Exemplos sarcásticos classificados como irônicos costumam ser deste tipo. Perde força com a repetição.[34]
- Ironia velada – «destinada a não ser vista, mas detectada». O ironista finge ignorância, correndo o risco de que a ironia passe despercebida; exige contexto retórico mais amplo.[35]
- Ironia privada – não se pretende que ninguém a perceba; serve apenas ao deleite interno do ironista. Mr. Bennet, em Orgulho e Preconceito, deleita‑se ao ver sua esposa levar a sério observações que ele próprio julga irônicas.[36]

### Quatro modos de ironia
Os modos se distinguem «pelo tipo de relação entre o ironista e a ironia». São eles: ironia impessoal, ironia autodepreciativa, ironia ingênua e ironia dramatizada:
- Ironia impessoal – marcada pelo tom deadpan ou «cara de poker» do ironista; abrange humor seco, fingida concordância, falsa ignorância, atenuação, exagero etc.[38]
- Ironia autodepreciativa – introduz a personalidade do ironista numa performance transparente, visando dirigir a ironia a outro alvo. Ex.: Sócrates lamenta a «má memória» para criticar o prolixo Protágoras.[39]
- Ironia ingênua – baseia‑se numa ignorância assumida e convincente; paradigma: A Roupa Nova do Imperador ou o Bobo em Rei Lear.[40]
- Ironia dramatizada – simples apresentação de situações irônicas para deleite do público, sem que o ironista apareça; comum nos romances de Gustave Flaubert.[41]

## A dimensão retórica
Tratar a ironia como retórica é considerá‑la ato comunicativo. Em A Rhetoric of Irony, Wayne C. Booth pergunta «como conseguimos partilhar ironias e por que tantas vezes falhamos».
Como a ironia expressa algo contrário ao literal, requer do público certa «tradução». Booth aponta três acordos básicos para que essa tradução funcione: domínio comum da língua, valores culturais partilhados e (nas artes) experiência de gênero.
O não reconhecimento gera embaraço maior que o simples erro factual, pois a ironia envolve identidades e crenças profundas. Ao mesmo tempo, fortalece a comunidade dos que a compreendem.

## Ironia geral, ou «ironia como modo de vida»
Em contextos filosóficos, «ironia» pode designar um modo de vida ou verdade universal sobre a condição humana. Booth nota que o termo tende a ligar‑se a «um tipo de caráter — os astutos eirons de Aristófanes, o desconcertante Sócrates de Platão — e não a um só recurso». Aqui, o que a ironia cósmica expressa retoricamente ganha peso existencial ou metafísico.

### Friedrich Schlegel
À frente do Frühromantik (1797–1801), Schlegel propôs o «imperativo romântico»: dissolver a barreira entre arte e vida por meio de uma «nova mitologia» moderna. Contra o fracasso fundacionalista (ex. Johann Gottlieb Fichte), a ironia seria o reconhecimento de que, embora a verdade absoluta seja inalcançável, «devemos buscá‑la para nos aproximarmos dela» — à maneira de Sócrates. Ela capta a situação humana: sempre rumo ao infinito, mas sem jamais possuí‑lo por completo.

#### Interpretação de Hegel
G. W. F. Hegel opôs‑se à ironia romântica, vendo‑a como trivial e antagônica ao que é substancial, em contraste com a ironia socrática que antecipa seu método dialético. Para Rüdiger Bubner, Hegel «compreendeu mal» Schlegel ao ignorar sua abertura a uma filosofia sistemática.

### Søren Kierkegaard
Tese VIII de O Conceito de Ironia define a ironia como «negatividade infinita e absoluta» — crítica total à realidade sem oferecer alternativa positiva. Para Kierkegaard, Sócrates personifica tal negatividade. Seus pseudônimos literários exploram o impasse existencial dessa autoconsciência poética. A ironia é ponto de partida: destrói ilusões, abrindo espaço para um compromisso ético ou religioso genuíno.

## Sobreposição com a ironia retórica
Referindo‑se a obras autoconscientes como Dom Quixote e A Vida e as Opiniões do Cavalheiro Tristram Shandy, Muecke destaca Marat/Sade' de Peter Weiss: peça dentro da peça, encenada por internos de um asilo, onde não se sabe se os discursos se dirigem às personagens ou ao público.
Anne K. Mellor, em English Romantic Irony, vê na ironia romântica «tanto uma concepção filosófica do universo quanto um programa artístico»; caracteriza o mundo como fundamentalmente caótico e sem finalidade ordenada.
A metaficção — ficção que revela sua própria artificialidade — é frequentemente classificada como forma de ironia romântica, fenômeno que ganha fôlego após a Segunda Guerra Mundial. Exemplos célebres incluem A Mulher do Tenente Francês, de John Fowles, cujo capítulo 13 rompe deliberadamente a «suspensão da descrença».

## Fenômenos relacionados

### Sarcasmo
Há confusão entre ironia verbal e sarcasmo. Diversas fontes os distinguem: a ironia exprime o oposto do sentido literal; o sarcasmo é crítica mordaz muitas vezes irônica, mas nem sempre. Estudos psicolinguísticos indicam que a ridicularização é componente central do sarcasmo, mas não da ironia verbal em geral. Apesar disso, leigos tendem a rotular a maioria das ironias como «sarcasmo».

### Uso incorreto do termo
Falantes de inglês frequentemente reclamam do uso impreciso de irony/ironic para designar meras coincidências. Desde o século XVII, contudo, já se emprega o termo em sentido amplo para «contradição entre expectativa e circunstância».